# Mark Cornforth
Pour les articles homonymes, voir Cornforth.
 (juin 2016).
Si vous disposez d'ouvrages ou d'articles de référence ou si vous connaissez des sites web de qualité traitant du thème abordé ici, merci de compléter l'article en donnant les références utiles à sa vérifiabilité et en les liant à la section « Notes et références ».
Mark Conforth (né le 13 novembre 1972 à Montréal, dans la province de Québec, au Canada), est un joueur canadien professionnel de hockey sur glace. Après sa carrière de joueur, il est devenu un éducateur et entraîneur de hockey et de tennis dans une école secondaire aux États-Unis.

## Biographie

### Jeunesse et formation
Cornforth a étudié au Lower Canada College, une école privée pour garçons à Montréal,,. Il a ensuite joué au hockey dans la Ligue de hockey junior du Canada durant deux ans. Par la suite , il a étudié au Collège Merrimack où il est le capitaine des équipes de tennis et de hockey sur glace. Il reçoit le trophée du mérite aux études pendant son année de graduation à Merrimack. Il a été nommé à quatre reprises sur l’équipe d’étoiles académiques de hockey de l’est des États-Unis. Il a obtenu son diplôme de Merrimack en comptabilité et il était sur la liste du recteur pour les quatre années à cet endroit.

### Carrière professionnelle de joueur
Après Merrimack, il a deux parties d’essai avec le Crunch de Syracuse dans la Ligue américaine de hockey durant la saison 1994-1995. Il ne parvient pas à se tailler une place dans la LNH, Il passe la majorité de la saison 1995-1996 avec les Bruins de Providence. Cornforth signe un contrat d’agent libre avec les Bruins de Boston en 1995,. Il joue sa première partie hors-concours dans sa ville natale de Montréal au Forum de Montréal. Il joue six parties mais il ne parvient pas à marquer un point. Par la suite, il est retourné aux Bruins de Providence et il y restera pour le restant de sa carrière. Il partage son temps entre la Ligue américaine de hockey et la défunte Ligue internationale de hockey. Il évolue avec les Lumberjacks de Cleveland durant la saison 1997-1998, les Griffins de Grand Rapids en 1998 et avec les Bruins de Providence et les Falcons de Springfield durant la saison 1998-1999. Pour la saison 1999-2000, il joue deux parties avec les Lock Monsters de Lowell et une dernière partie avec les Falcons de Sprinfield. Il prend sa retraite en 2000.

### Carrière après glace
Après sa retraite comme joueur de hockey sur glace, Il retourne sur les bancs d’école en s’inscrivant à l’École d’économie des gradués Olin du Collège Babson. Il obtient un MBA et gradue avec grand distinction. Pendant qu’il étudie à Olin, il travaille à l’École des citoyens, qui fait partie des Écoles publiques de Boston, en enseignant l’entrepreneuriat.  Par la suite, il travaille comme comptable avec Antis et Compagnie et comme gestionnaire en projet financier chez Fidelity Investments. 
En 2015 , Cornforth est engagé comme le nouvel entraineur de hockey de l’École catholique Memorial de West Roxbury  au Massachusetts dans un processus extrêmement compétitif. Il travaille aussi comme directeur-assistant des inscriptions. Il a été démis de son poste d'entraineur en 2016.

## Vie personnelle
Cornforth est marié à Stacey et à trois enfants, Ava, Meredith et Gavin. Il est habile en français. Il est pratiquant à l’église catholique romaine et il est un membre de la paroisse St.Elizabeth’s à Milton au Massachusetts. Auparavant, il était un paroissien de l’église Holy Name à West Roxbury au Massachusetts.

## Statistiques
| Saison     | Équipe                   | Ligue      |     | Saison régulière | Saison régulière | Saison régulière | Saison régulière | Saison régulière |   | Séries éliminatoires | Séries éliminatoires | Séries éliminatoires | Séries éliminatoires | Séries éliminatoires |
| Saison     | Équipe                   | Ligue      | PJ  | B                | A                | Pts              | Pun              | PJ               | B | A                    | Pts                  | Pun                  |                      |                      |
| 1989-1990  | Lumber Kings de Pembroke | LCHJA      | 56  | 17               | 25               | 42               | 104              | -                | - | -                    | -                    | -                    |                      |                      |
| 1990-1991  | Lumber Kings de Pembroke | LCHJA      | 17  | 9                | 11               | 20               | 52               | -                | - | -                    | -                    | -                    |                      |                      |
| 1990-1991  | Braves de Brockville     | LCHJA      | 36  | 12               | 25               | 37               | 84               | -                | - | -                    | -                    | -                    |                      |                      |
| 1991-1992  | Warriors de Merrimack    | NCAA       | 23  | 1                | 9                | 10               | 40               | -                | - | -                    | -                    | -                    |                      |                      |
| 1992-1993  | Warriors de Merrimack    | NCAA       | 36  | 3                | 18               | 21               | 75               | -                | - | -                    | -                    | -                    |                      |                      |
| 1993-1994  | Warriors de Merrimack    | NCAA       | 37  | 5                | 13               | 18               | 58               | -                | - | -                    | -                    | -                    |                      |                      |
| 1994-1995  | Warriors de Merrimack    | NCAA       | 30  | 8                | 20               | 28               | 93               | -                | - | -                    | -                    | -                    |                      |                      |
| 1994-1995  | Crunch de Syracuse       | LAH        | 2   | 0                | 1                | 1                | 2                | -                | - | -                    | -                    | -                    |                      |                      |
| 1995-1996  | Bruins de Providence     | LAH        | 65  | 5                | 10               | 15               | 117              | 4                | 0 | 0                    | 0                    | 4                    |                      |                      |
| 1995-1996  | Bruins de Boston         | LNH        | 6   | 0                | 0                | 0                | 4                | -                | - | -                    | -                    | -                    |                      |                      |
| 1996-1997  | Bruins de Providence     | LAH        | 61  | 8                | 12               | 20               | 47               | -                | - | -                    | -                    | -                    |                      |                      |
| 1996-1997  | Lumberjacks de Cleveland | LIH        | 13  | 1                | 4                | 5                | 25               | 14               | 1 | 3                    | 4                    | 29                   |                      |                      |
| 1997-1998  | Lumberjacks de Cleveland | LIH        | 68  | 5                | 15               | 20               | 146              | -                | - | -                    | -                    | -                    |                      |                      |
| 1997-1998  | Griffins de Grand Rapids | LIH        | 8   | 1                | 2                | 3                | 20               | 3                | 0 | 0                    | 0                    | 17                   |                      |                      |
| 1998-1999  | Bruins de Providence     | LAH        | 15  | 1                | 1                | 2                | 16               | -                | - | -                    | -                    | -                    |                      |                      |
| 1998-1999  | Falcons de Springfield   | LAH        | 5   | 0                | 0                | 0                | 2                | -                | - | -                    | -                    | -                    |                      |                      |
| 1999-2000  | Falcons de Springfield   | LAH        | 1   | 0                | 0                | 0                | 2                | -                | - | -                    | -                    | -                    |                      |                      |
| 1999-2000  | Lock Monsters de Lowell  | LAH        | 1   | 0                | 0                | 0                | 2                | -                | - | -                    | -                    | -                    |                      |                      |
| Totaux LAH | Totaux LAH               | Totaux LAH | 150 | 14               | 24               | 38               | 188              | 4                | 0 | 0                    | 0                    | 4                    |                      |                      |
| Totaux LIH | Totaux LIH               | Totaux LIH | 89  | 7                | 21               | 28               | 191              | 17               | 1 | 3                    | 4                    | 46                   |                      |                      |

## Honneurs
- Membre de la deuxième équipe d’étoiles, pour la saison 1990-1991, dans la Ligue centrale de hockey junior A[5].